# Astrurus ornatus
Astrurus ornatus là một loài chân đều trong họ Munnidae. Loài này được Vanhöffen miêu tả khoa học năm 1914.